# Korshinskia
Korshinskia es un género de plantas herbáceas perteneciente a la familia de las apiáceas.Comprende 4 especies descritas y de estas, 3 en discusión.

## Taxonomía
El género fue descrito por Vladímir Lipski y publicado en Trudy Imperatorskago S.-Peterburgskago Botaničeskago Sada 18: 62. 1901. La especie tipo es: Korshinskia olgae Lipsky	

## Especies
A continuación se brinda un listado de las especies del género Korshinskia descritas hasta julio de 2013, ordenadas alfabéticamente. Para cada una se indica el nombre binomial seguido del autor, abreviado según las convenciones y usos.
- Korshinskia assyriaca (Freyn & Bornm.) Pimenov & Kljuykov
- Korshinskia bupleuroides Korovin
- Korshinskia olgae Lipsky
- Korshinskia rapifera (Gilli) Podlech & Rech.f.